# Berufsförderungswerk Hamburg
Das Berufsförderungswerk Hamburg ist Teil des Netzes deutscher Berufsförderungswerke. Es wurde 1962 im Stadtteil Farmsen-Berne im Bezirk Wandsbek gegründet. Sein Ziel ist es, „Menschen mit gesundheitlichen Einschränkungen eine Wiedereingliederung ins Arbeitsleben zu verschaffen“.
Die Einrichtung bietet hierzu 25 zumeist theoretisch fachbasierte Ausbildungen, vom Kaufmann für Büromanagement bis zum Technischen Produktdesigner, die mit einer mehrmonatigen Praxiszeit in einem Unternehmen einhergehen, wobei am Ende der meist zweijährigen Ausbildungsdauer eine anerkannte Abschlussprüfung steht (bei kaufmännischen Berufen die IHK-Prüfung etc.). Den Rehabilitanden werden für den Arbeitsmarkt neben diesen Qualifikationen wichtige Schlüsselqualifikationen (Teamfähigkeit, Fachwissen, Selbständigkeit und Flexibilität) vermittelt.